# Chater House
Chater House (遮打大廈) est une tour de bureaux de Hong Kong située dans le quartier de Central. Inaugurée en mars 2003, elle est la propriété du développeur immobilier Hongkong Land. Bâtie sur le site de l'ancienne Swire House et portant le nom de Paul Chater, elle fait face à trois rues : Chater Road (en), Pedder Street (en) et Connaught Road (en). Elle accueille en son sein une galerie commerciale sur trois étages, connue sous le nom de Landmark Chater.

## Historique
Il y a eu trois bâtiments sur le site entre 1905 et 1958, à savoir Mansions Building (Hotel Mansions, rebaptisé plus tard Union Building), King's Building et York Building.

### Union Building
Après l'achèvement du projet Praya (en) de création de nouveaux terre-pleins sur la mer en 1904, un bâtiment est construit et inauguré en 1905 pour servir de bureaux à Canadian Pacific Ocean Services et à la Hong Kong, Canton & Macao Steamboat Company (en).
Ce bâtiment est acquis en 1921 et utilisé comme siège par l'Union Insurance Society of Canton (en), puis devient connu sous le nom de Union Building (於仁行).
Il est acheté par Hongkong Land en 1946 et démoli en 1950. Le nouveau propriétaire acquiert ensuite le King's Building adjacent et le fait également démolir en 1958 pour compléter le complexe Union House.

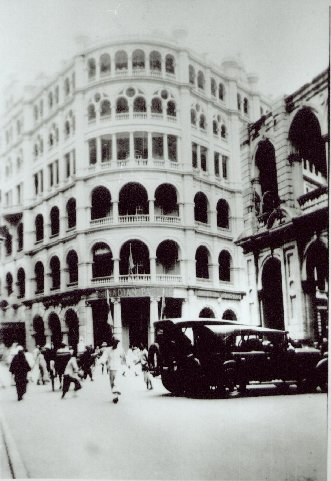
L'Union Building vu depuis Pedder Street (en) vers 1926. Un coin du Hongkong Hotel incendié est visible sur la droite.

### King's Building
Le King's Building est construit en 1905 et accueille pendant un certain temps Marconi Wireless. Le bâtiment était situé le long de Connaught Road, à côté de l'Union Building avant d'être démoli en 1958.

### York Building
Le York Building est construit en 1905 et démoli en 1958.

### Swire House
Le bâtiment de 23 étages, initialement appelé Union House (於仁大廈), est achevé en 1962, et a une superficie totale de 34 000 m² dans les années 1970. Swire Group obtient les droits de dénomination pour le bâtiment, qui est alors rebaptisé  Swire House (太古大廈) en 1976. En 1997, le locataire principal du bâtiment est la Cathay Pacific, qui occupe environ 30 % de la surface au sol. Les autres locataires sont d'autres sociétés du groupe Swire, notamment Swire Pacific et Swire Industries. La Swire House est démolie le 5 octobre 1998.

### Chater House
Le site est de nouveau réaménagé par Hongkong Land lorsque le nouvel aéroport international de Hong Kong ouvre en 1998. Le locataire principal du bâtiment, Cathay Pacific, déménage à Cathay City (en) lorsque l'aéroport s'installe sur son nouveau site à Chek Lap Kok, tandis que Swire Group déménage à Pacific Place à Admiralty (en).
Chater House, d'une superficie totale de 438 500 pieds carrés nets, est conçue par les architectes de Kohn Pedersen Fox. Elle est à l'origine configurée en 30 étages de bureaux au-dessus d'une galerie commerciale sur trois niveaux de 45 000 pieds carrés nets et d'un sous-sol à trois niveaux qui comprend 112 places de stationnement. Lorsque le projet est annoncé, en 1997, le coût estimé est de 2,3 milliards HK$ et les travaux s'achèvent en 2003. Le cabinet britannique Aedas est l'architecte de Chater House, tandis que le contracteur principal est Gammon Construction (en) .
Le bâtiment est relié à la passerelle surélevée de Central, également propriété de HongKong Land.
En 2014, l'exposition artistique d'Antony Gormley baptisée Event Horizon (en) à Chater House est annulée lorsque la banque d'investissement américaine JPMorgan, qui a des bureaux dans le bâtiment, demande à Hongkong Land, le sponsor de l'événement, d'annuler son soutien à l'exposition après que l'employé de banque Dennis Li Junjie se soit jeté du toit de l'immeuble.

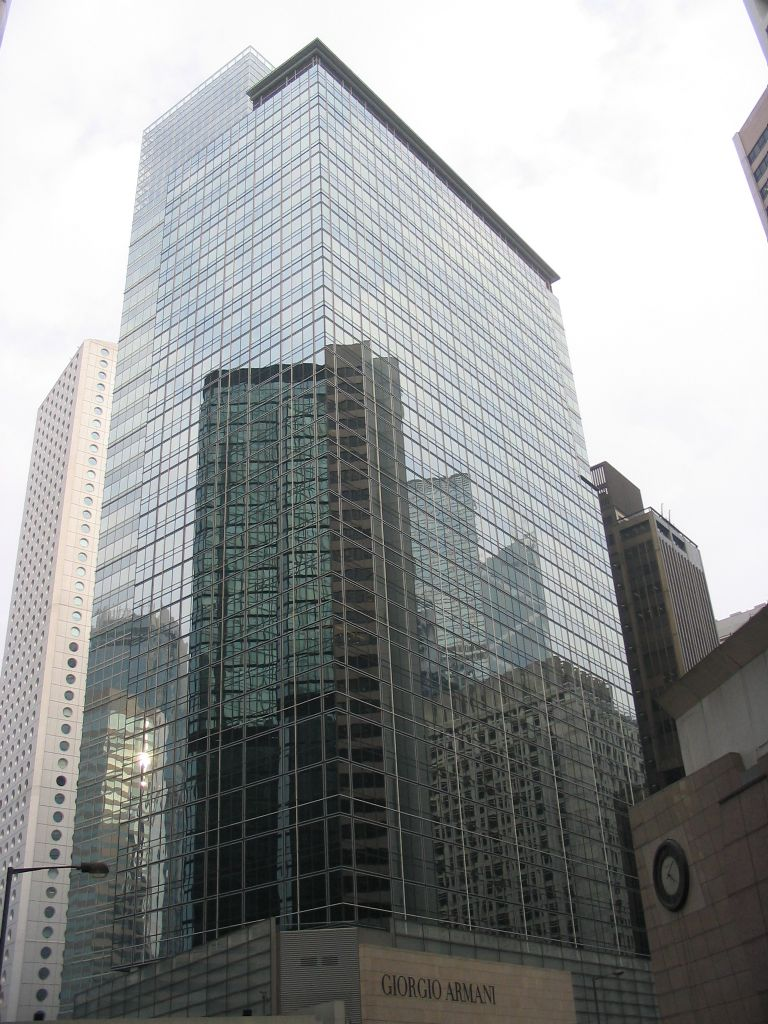
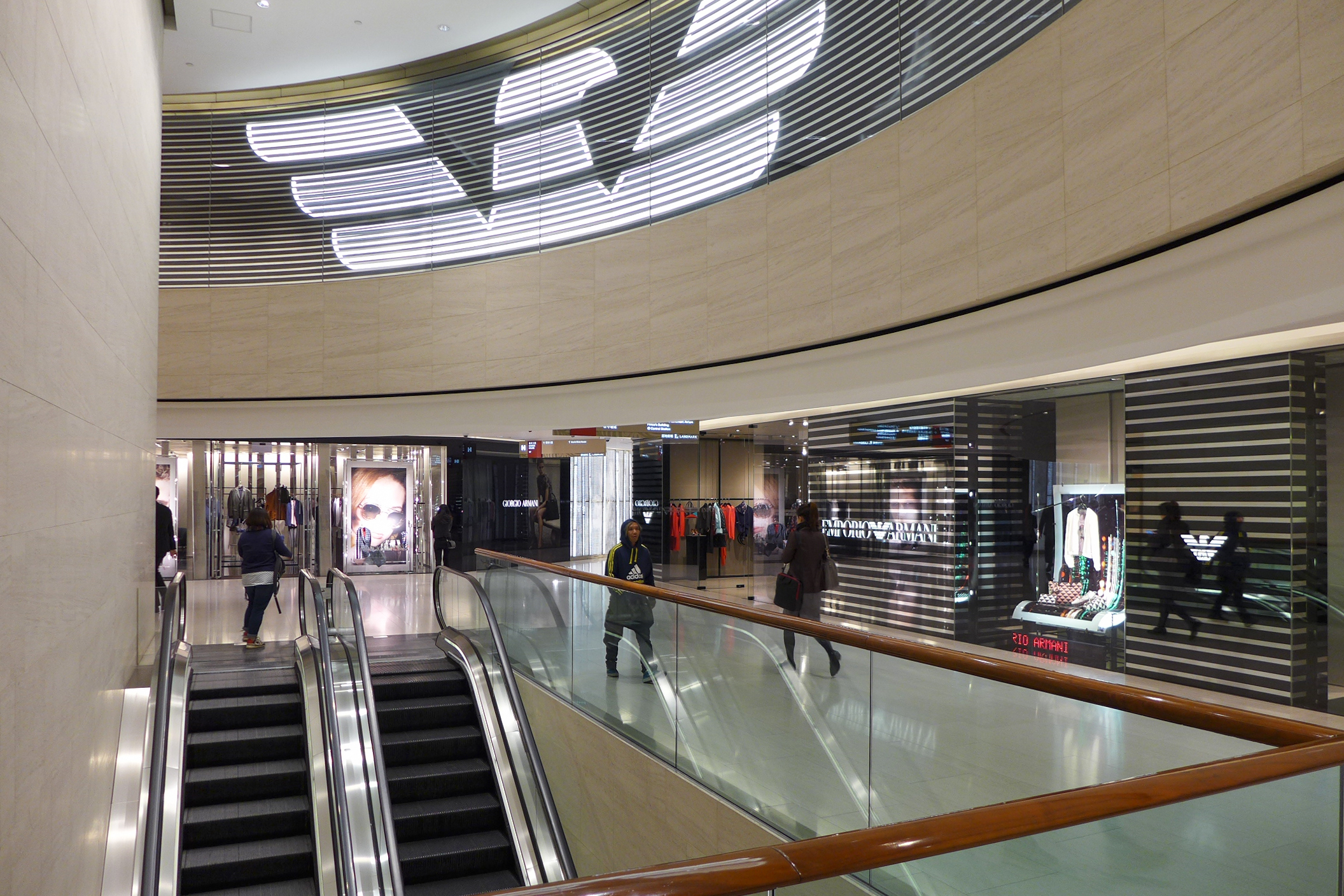
Vue de la galerie commerciale.
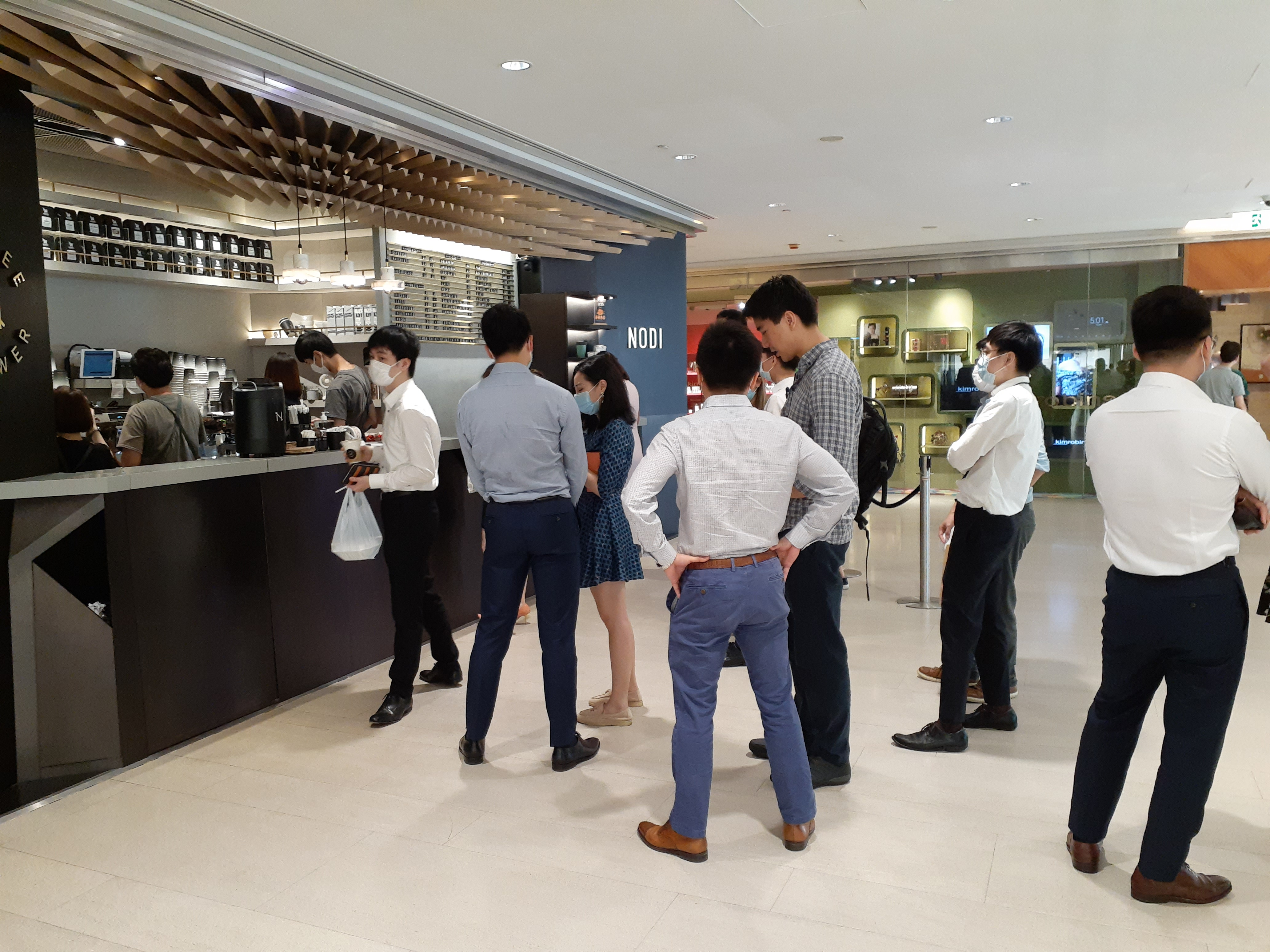
Autre vue de la galerie commerciale.
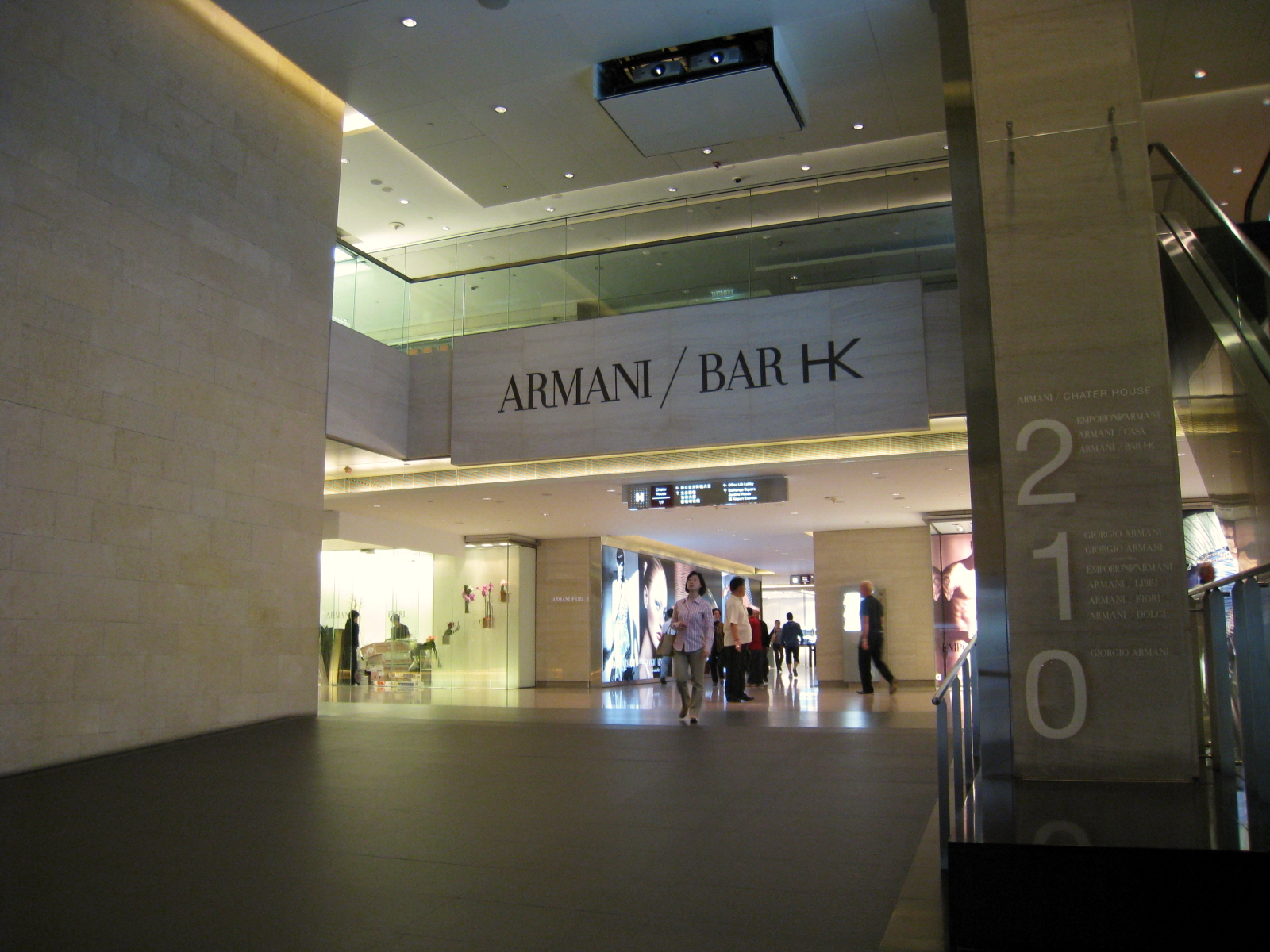
Autre vue de la galerie commerciale.
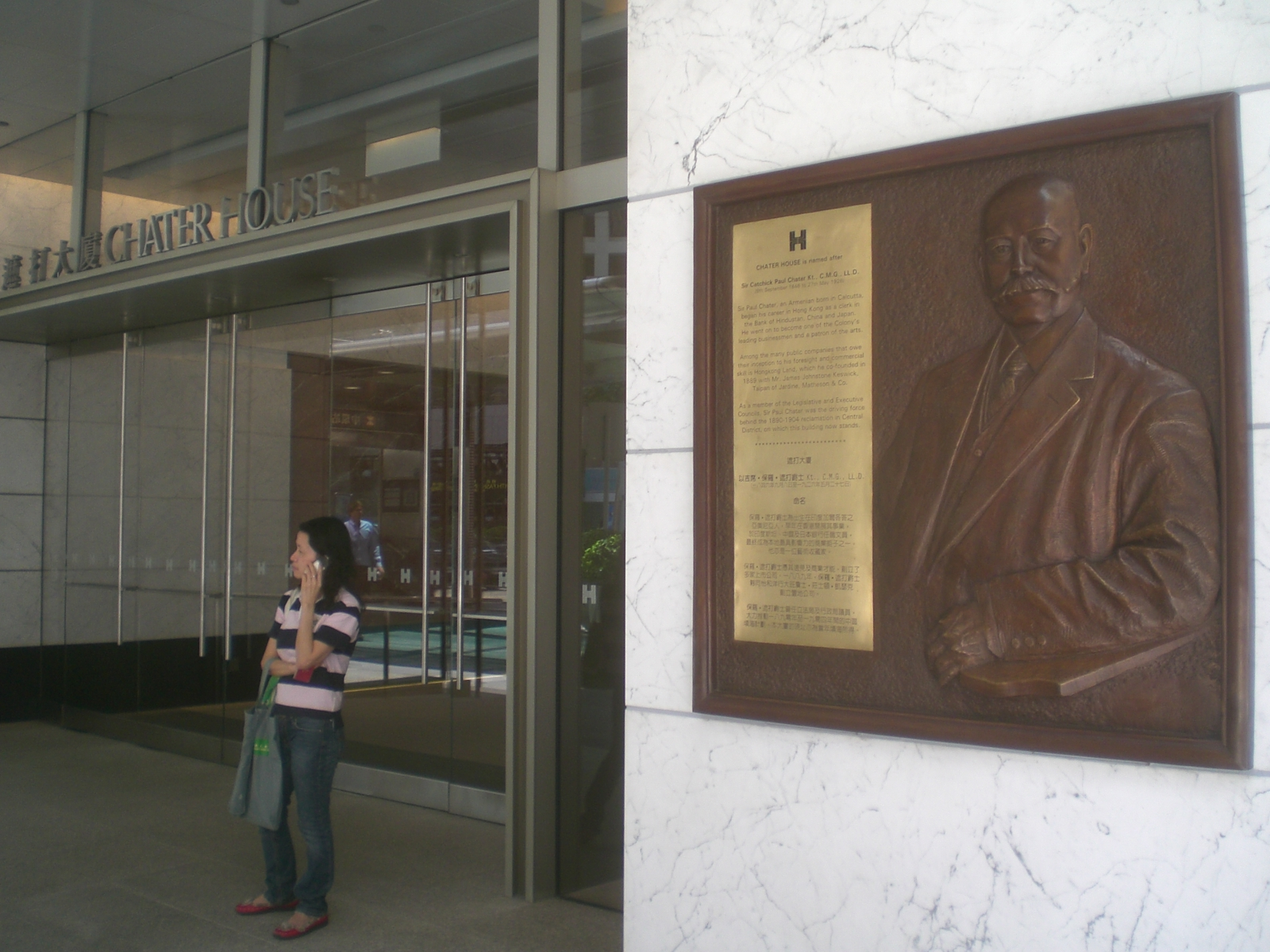
Extérieur de l'entrée de Chater House avec une plaque commémorative à Paul Chater.
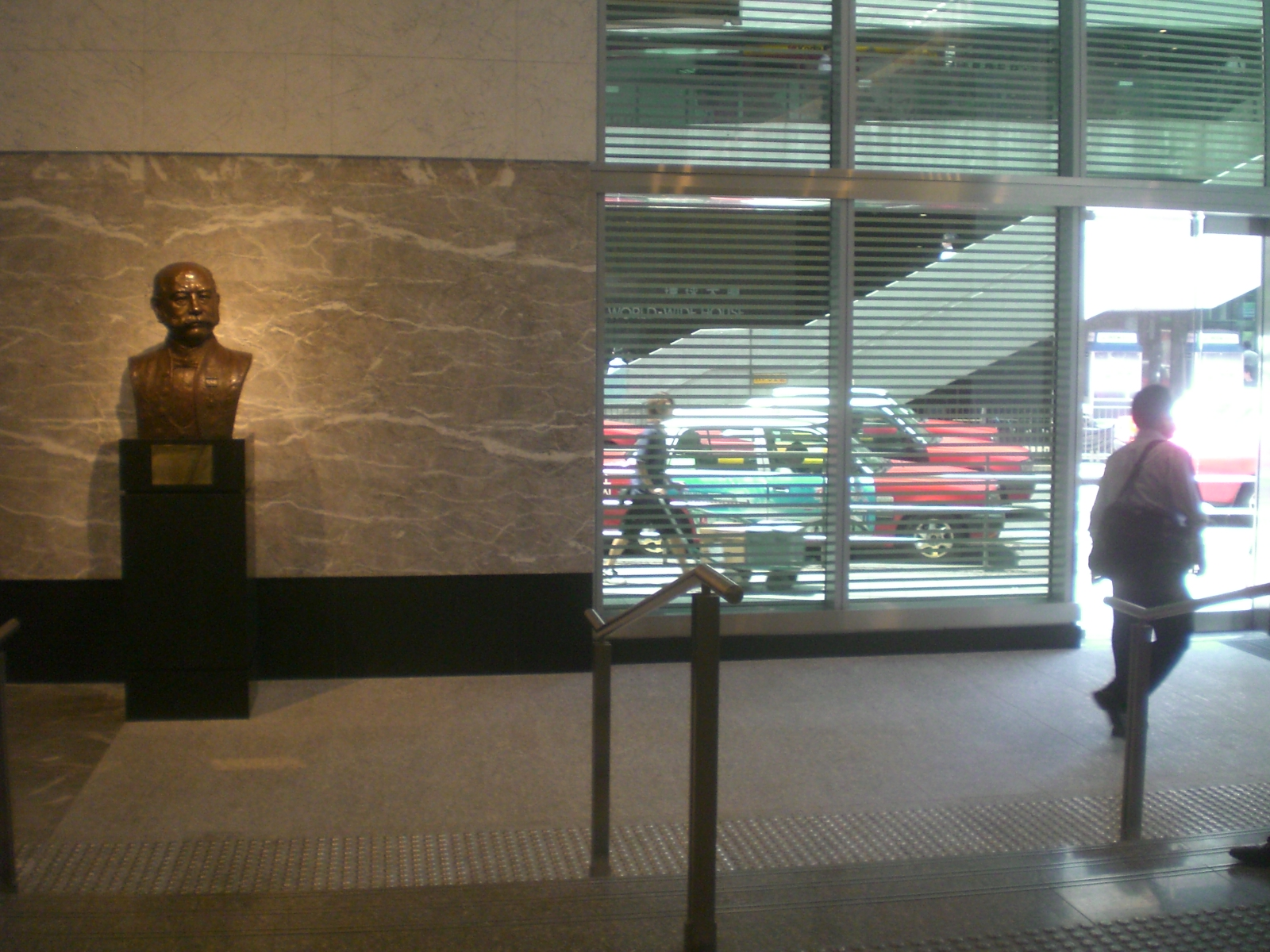
Entrée de Chater House avec le buste de Paul Chater.
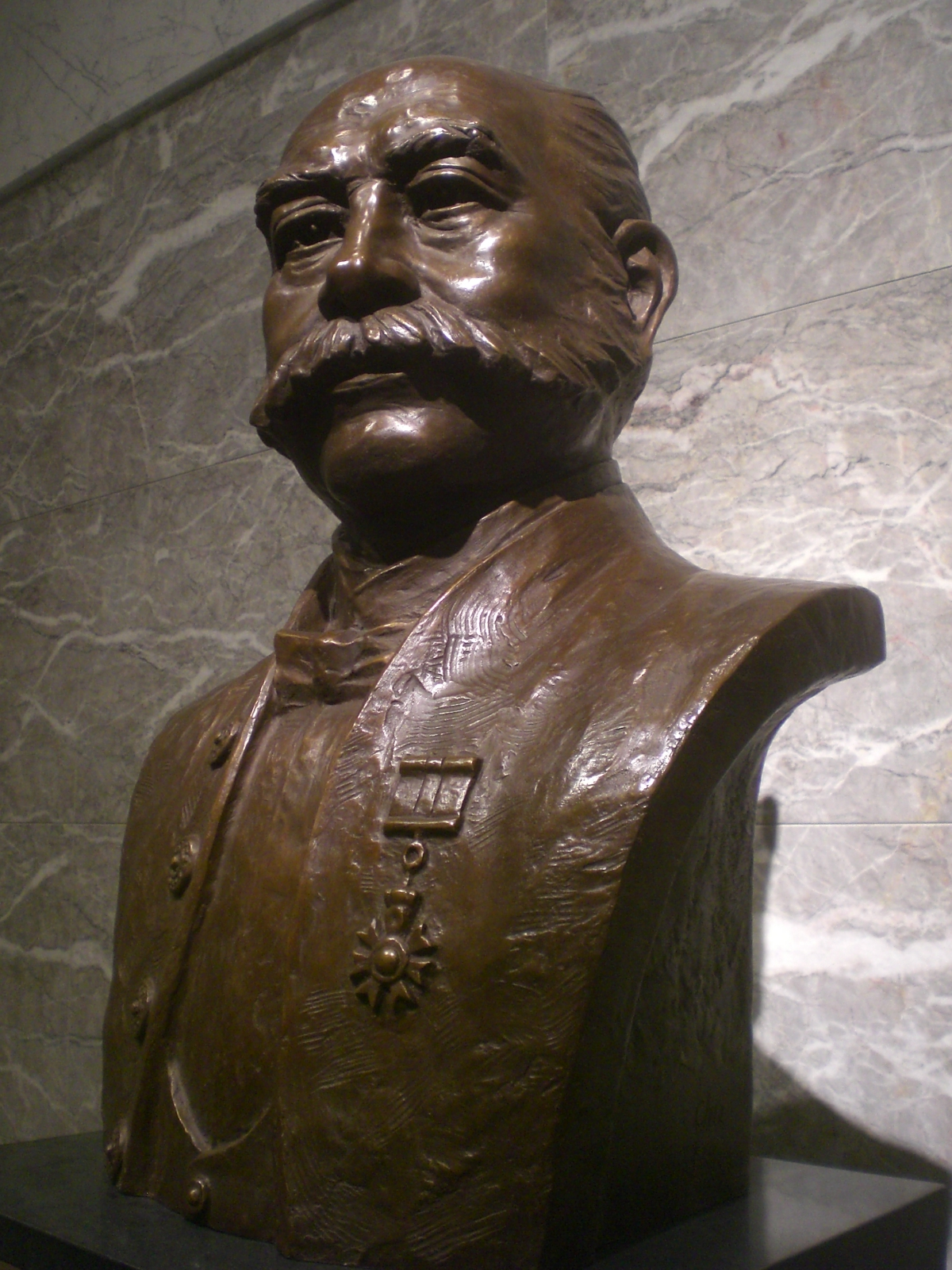
Gros plan sur le buste de Paul Chater.
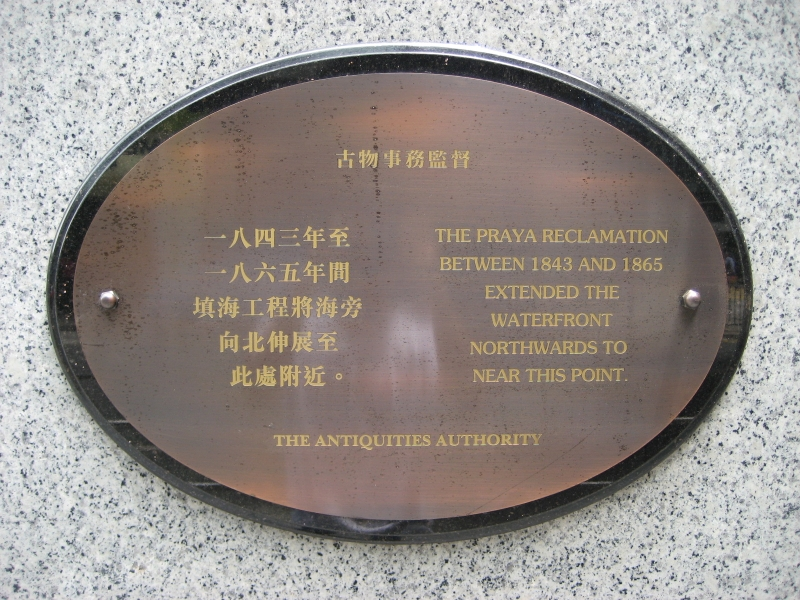
Plaque commémorative du projet Praya (en) de création de nouveaux terre-pleins sur la mer.

## Locataires actuels
Le locataire principal de Chater House est JPMorgan, qui a son siège social Asie-Pacifique dans le bâtiment. Les autres locataires actuels comprennent Franklin Templeton Investments et parmi les locataires précédents se trouvait la commission des valeurs mobilières et des contrats à terme (en).
Auparavant, l'institut des géomètres de Hong Kong (en) avait son siège à Swire House.

## Immeubles situé à proximité
- Jardine House
- Exchange Square
- Mandarin Oriental (ancien Queen's Building)
- Alexandra House
- Prince's Building
- The Landmark
- Cheung Kong Center
- Siège de HSBC
- Standard Chartered Hong Kong (en)
- Three Garden Road
- World-Wide House
- Wheelock House (en)
- Bâtiment du siège de la banque Hang Seng